# Arquidiocese de Brazavile
A Arquidiocese de Brazavile (Archidiœcesis Brazzapolitana) é uma circunscrição eclesiástica da Igreja Católica situada em Brazavile, na República do Congo. Sua Sé é a Catedral do Sagrado Coração de Brazavile.
Possui 47 paróquias servidas por 166 padres, contando com 1031620 habitantes, com 56,9% da população jurisdicionada batizada.

## História
Em 4 de junho de 1886, foi erigido o vicariato apostólico do Congo Francês, recebendo seu território do vicariato apostólico das Duas Guinés (atual Arquidiocese de Libreville) e da Diocese de São Paulo de Luanda, hoje arquidiocese.
O vicariato apostólico do Congo Francês Superior foi erigido 14 de outubro de 1890 com o breve Ob nimiam do papa Leão XIII, com o qual o pontífice dividiu o vicariato apostólico do Congo Francês em dois, dando origem à atual circunscrição e ao vicariato apostólico do Baixo Congo francês, com sede em Loango (a atual diocese de Pointe-Noire).
Em 8 de maio de 1909 cedeu uma parte do seu território para a ereção da prefeitura apostólica de Oubangui Chari (atual Arquidiocese de Bangui).
Em 14 de junho de 1922 modificou o nome para vicariato apostólico de Brazavile.
Em 21 de dezembro de 1950 cedeu uma parte do seu território em vantagem da ereção do vicariato apostólico de Fort-Rousset (hoje diocese de Owando).
Em 14 de setembro de 1955 o vicariato apostólico foi elevado à arquidiocese metropolitana pela bula Dum tantis do Papa Pio XII.
Em 3 de outubro de 1987 cedeu outra parte de território para a ereção da diocese de Kinkala.

## Prelados
| #                      | Nome                                       | Período     | Notas                    |
| Arcebispos             | Arcebispos                                 | Arcebispos  | Arcebispos               |
| ---------------------- | ------------------------------------------ | ----------- | ------------------------ |
| 6º                     | Bienvenu Manamika Bafouakouahou            | 2021 -      | Atual                    |
| 5º                     | Anatole Milandou                           | 2001 - 2021 | Arcebispo emérito        |
| 4º                     | Barthélémy Batantu                         | 1978 - 2001 |                          |
| 3º                     | Emile Cardeal Biayenda                     | 1971 - 1977 |                          |
| 2º                     | Théophile Mbemba                           | 1964 - 1971 |                          |
| 1º                     | Michel-Jules-Joseph-Marie Bernard, C.S.Sp. | 1955 - 1964 |                          |
| Arcebispos-coadjutores |                                            |             |                          |
|                        | Bienvenu Manamika Bafouakouahou            | 2020 - 2021 |                          |
|                        | Emile Biayenda                             | 1970 - 1971 |                          |
|                        | Théophile Mbemba                           | 1961 - 1964 |                          |
| Bispos                 |                                            |             |                          |
| 5º                     | Michel-Jules-Joseph-Marie Bernard, C.S.Sp. | 1954 - 1955 | Elevado a Arcebispo      |
| 4º                     | Paul Joseph Biéchy, C.S.Sp.                | 1936 - 1954 |                          |
| 3º                     | Firmin Guichard, C.S.Sp.                   | 1922 - 1935 |                          |
| 2º                     | Philippe-Prosper Augouard, C.S.Sp.         | 1890 - 1921 |                          |
| 1º                     | Antoine-Marie-Hippolyte Carrie, C.S.Sp.    | 1886 - 1890 |                          |
| Bispo-auxiliar         |                                            |             |                          |
|                        | Anatole Milandou                           | 1983 - 1987 | Nomeado Bispo de Kinkala |